# Poggio (Sanremo)
Poggio è una frazione del comune di Sanremo in provincia di Imperia che deve la sua notorietà al fatto di essere l'ultima salita prima del traguardo della famosa classica ciclistica Milano-Sanremo.
La salita non è di fatto impegnativa, essendo lunga 4 km per una pendenza media del 3,7% fino ai 169 metri dello scollinamento, tuttavia in più di un'occasione si è rivelata determinante ai fini della vittoria finale, in quanto posta a pochissimi chilometri dall'arrivo e dopo quasi 300 già percorsi.
La frazione è gemellata con la città di Biru, capoluogo della Contea di Biru.

## Geografia fisica
Poggio si trova sul promontorio ad est della città, sopra il Capo Verde e della località dei Tre Ponti; confina con la frazione di Bussana Vecchia ad est ed il comune di Ceriana a nord.

## Storia
La storia di Poggio è legata a quella delle vicine Sanremo e Ceriana: è infatti nel periodo tra il 1143 ed il 1154 che l'arcivescovo di Genova Siro II risolve una controversia tra le popolazioni dei due luoghi, relativamente al possesso delle terre dislocate lungo il crinale che da Monte Bignone scende fino al mare, fino al Capo Verde (il cosiddetto "Monte della Valle"). L'arcivescovo pertanto divide in tre parti tale territorio: la parte inferiore, che comprende terre della Civitas Sancti Romuli, viene assegnata alla Curia, la parte mediana, ampiamente coltivata, ai Cerianaschi, mentre la parte alta, comprendente il Monte Bignone e i relativi pascoli, ai Sanremesi. Questi ultimi, il 2 agosto 1154 ottengono dall'arcivescovo l'uso della parte inferiore, con l'intento di colere et meliorare (coltivare e migliorare), al fine di fondare un nuovo centro abitato.
Il territorio, posto in luogo elevato, ben difeso anche se ben esposto, è un'ottima base per raggiungere facilmente il mare ed i fertili terreni coltivabili circostanti, ed è quindi proprio in tale posizione che sorge il primo nucleo abitativo di contadini, che in breve diventa un vero e proprio villaggio rurale: la Villa Podii Sancti Romuli. Facendo parte il territorio dei possedimenti arcivescovili, è obbligo degli abitanti il versare alla Curia un quattordicesimo dei raccolti di grano, orzo, fave e segale, e un ottavo del vino prodotto; il fatto che l'ulivo non venga menzionato, è segno che la sua coltivazione inizierà in tempi successivi.
Sicuramente i primi contrasti si hanno con gli abitanti di Bussana ai quali vengono sottratti degli ottimi terreni coltivi. Con buona probabilità il nucleo originario ha un certo accrescimento alla fine del XV secolo, in quanto la chiesa parrocchiale di Santa Margherita viene ampliata nel 1488, dopo essere stata separata dalla chiesa madre di San Siro nel 1452.
Nel 1511 la popolazione di Poggio conta 112 famiglie, circa 400-450 abitanti, e nel 1664 incrementa fino a 194 famiglie, 726 abitanti, fino ad arrivare nel XVIII secolo a circa 900 abitanti. L'economia si basa in quest'epoca quasi interamente sulla coltivazione di olio di oliva, fichi, mandorle, ed è rivolta all'ambito locale; tuttavia vengono fatti piccoli commerci con Sanremo di olio, limoni, palme e vino.
Nel XVI secolo viene istituito un piccolo nucleo abitato vicino al mare, lungo la Via Aurelia che conduce a Sanremo, tanto che ancora oggi è possibile vedere parte della Torre dei Moraglia edificata nel 1562 per fini difensivi nei confronti delle incursioni barbaresche. Nel secolo successivo il paese non viene mai riportato nelle cronache come bersaglio di incursioni, e viene incluso amministrativamente nel territorio sanremese, senza però poter avere alcun ruolo nella vita politica cittadina. Nel 1752 si ha una testimonianza dell'impegno della Villa Podii nelle vicende sanremesi, in quanto si schiera insieme con Verezzo contro Genova, opponendosi attivamente all'occupazione di Ceriana da parte di una guarnigione di granatieri.
Nei secoli seguenti la popolazione vive in maniera relativamente tranquilla, in pace con i paesi vicini, ed espandendosi fino a comprendere il nucleo posto lungo la via Aurelia.

## Monumenti e luoghi d'interesse

### Luoghi di culto
- Santuario di Nostra Signora della Guardia
- Chiesa parrocchiale di Santa Margherita d'Antiochia.

## Economia
La frazione ha sempre basato la sua economia sui frutti della terra, grazie alla buona esposizione panoramica, soleggiata e protetta. Oggigiorno vive prevalentemente di floricoltura, con coltivazioni en plein air e in serra, che nell'ultimo secolo hanno preso il posto di palme ed uliveti, presenti ancora in ridottissimi quantitativi.
La vigna, un tempo abbondante, produceva un pregiato vino bianco ottenuto da vitigni di origine iberica, coltivato negli areali tra Bussana e Dolceacqua fin dal XV secolo. Ancora oggi viene prodotto un Vermentino prestigioso, in quantitativi ridottissimi e destinati principalmente al consumo locale e familiare.